# اورانیل پروکسید
اورانیل پروکسید (به انگلیسی: Uranyl peroxide) با فرمول شیمیایی UO۴·nH۲O یک ترکیب شیمیایی است. که جرم مولی آن ۳۰۲٫۰۳ g/mol می‌باشد. 